# Schlussfeier der Olympischen Sommerspiele 2024
Die Schlussfeier der Olympischen Sommerspiele 2024 (französisch: Cérémonie de clôture des Jeux olympiques d’été de 2024) fand am 11. August 2024 ab 21:00 Uhr MESZ im Jardin des Tuileries in Paris, dem Stade de France in Saint-Denis sowie am Strand von Long Beach bei Los Angeles statt. Sie war das Ende der XXXIII. Olympischen Spiele der Neuzeit. Zusammen mit der Eröffnungsfeier der Olympischen Sommerspiele 2024 umrahmte sie die Olympischen Sommerspiele.

## Bedeutung
Während der Schlussfeier der Spiele von Paris wurde die olympische Flagge von Anne Hidalgo, Bürgermeisterin von Paris, an IOC-Präsident Thomas Bach und von diesem an den kommenden Gastgeber der Olympischen Sommerspiele 2028, die in Los Angeles (Vereinigte Staaten) stattfinden werden, vertreten durch Karen Bass, Bürgermeisterin von Los Angeles, übergeben. Diese wiederum übergab die Flagge an Simone Biles, jedoch bereits außerhalb der Kamerabilder.

## Zuschauer
Über 80.000 Zuschauende verfolgten die Zeremonie im Stade de France, darunter rund 9.000 Athleten, Betreuer sowie einige Freiwillige, die an den Olympischen Sommerspielen mitgewirkt haben. Der Teil der Zeremonie in Long Beach wurde von ein paar hundert Menschen verfolgt.

## Ablauf
Als Regisseur der Veranstaltung zeichnete der Theaterregisseur Thomas Jolly verantwortlich, der auch bereits die Eröffnungszeremonie der Spiele inszeniert hatte und auch bei den Sommer-Paralympics 2024 bei der Eröffnungs- sowie Schlussfeier Regie führen wird.
Es wurden Rückblicke auf die Eröffnungsfeier eingespielt.
Zu Beginn der Zeremonie wurde, nachdem Zaho de Sagazan mit dem Chanson Sous le Ciel de Paris den Abend eingeleitet hatte, die im Jardin des Tuileries beim Palais du Louvre befindliche künstliche olympische Flamme ausgeschaltet. Dabei bestand die Installation aus einer von einem Ballon getragenen Ringkonstruktion mit einem Durchmesser von 7 Metern, in die Wasserdampf aus 200 Düsen kontinuierlich einströmte und von 40 LED-Scheinwerfern angestrahlt wurde. Der französische Schwimmer Léon Marchand brach mit einer neben dem Ballon stehenden Laterne mit der echten olympischen Flamme anschließend zum Stade de France auf, wo er zwei Stunden und fünfzig Minuten später damit ankam.
Daraufhin wurde zunächst die Marseillaise vom Orchestre Divertimento unter Leitung von Zahia Ziouani gespielt, bevor die Fahnenträgerinnen und Fahnenträger ins Stadion einliefen. Im Anschluss kamen die Athleten und Betreuer in den Innenraum. Währenddessen trafen weitere Athletinnen und Athleten ein, und alle sangen gemeinsam Emmenez-moi von Charles Aznavour, Les Champs-Elysées von Joe Dassin, Freed from Desire von Gala und We Are the Champions von Queen.
Weiters wurde den ehrenamtlichen Helfern gedankt und vier neu gewählte Mitglieder der IOC-Athletenkommission, Allyson Felix (USA), Kim Bui (GER), Jessica Fox (AUS) und Marcus Daniell (NZL), geehrt.
Im Anschluss folgte die knapp halbstündige Theateraufführung von Thomas Jolly, bei der ein Goldener Besucher aus dem All auf den Spuren von Pierre de Coubertin gemeinsam mit dem Reiter und dem mysteriösen Fackelläufer der Eröffnungsfeier die antiken Olympischen Spiele wiederbelebt. Während dieser Inszenierung wurde die griechische Flagge gehisst und die Nationalhymne Griechenlands gespielt. Über 100 Tänzerinnen und Tänzer bewegten sich auf der Bühne, deren Form ein abstraktes Abbild der Weltkarte bot. Zusammen mit dem goldenen Wesen, das die zukünftige Erde und ihre Bewohner kennenlernen wollte, tanzten sie um fünf riesige Räder, die am Ende der Darbietung in die Höhe gehoben und in Gestalt der olympischen Ringe angeordnet wurden und dort schwebend verblieben, als ein Symbol der Einigkeit der Menschheit.
Es wurden Rückblicke auf die Wettkämpfe eingespielt: positive Szenen, Tränen, Jubel, Unfälle, Rekorde und sonstige besondere Momente.
Anschließend boten Kavinsky, Angèle, VannDa, Air und Ezra Koenig sowie vorrangig Phoenix ein musikalisches Programm dar, dem ein umfassender Rückblick auf den Fackellauf in Form eines Einspielers folgte.
COJOP-Vorsitzender Tony Estanguet und IOC-Präsident Thomas Bach hielten daraufhin Reden.
Danach fand die Flaggenübergabe statt und H.E.R. performte The Star-Spangled Banner. Tom Cruise sprang vom Dach ins Stadion, durchlief Menschenmassen zur Bühne und nahm von Simone Biles die olympische Flagge entgegen, die er auf einem Motorrad platzierte, mit dem er aus dem Stadion fuhr. Es folgte ein Einspielerfilm, in dem Cruise mit dem Motorrad und der Flagge über die Champs-Elysées, vorbei am Eiffelturm und hinein in ein Transportflugzeug fuhr, aus dem er in Los Angeles mit einem Fallschirm sprang. Er übergab die Flagge an Kate Courtney und verkleidete die zwei „O“ im Hollywood Sign entsprechend der Olympischen Ringen gelb und grün und platzierte darüber drei weitere mit Farbbannern gefärbte „O“, sodass die vollständigen Olympischen Ringe dargestellt wurden. Courtney passierte die Los Angeles City Hall und übergab im Los Angeles Memorial Coliseum die Flagge an Michael Johnson. Auf einer Straße in einem Vorort gab Johnson die Flagge an Jagger Eaton weiter. Damit endete der Einspieler und Eaton brachte die Flagge live zum Long Beach, wo die Red Hot Chili Peppers, Billie Eilish mit ihrem Bruder Finneas O’Connell, Snoop Dogg und Dr. Dre auftraten.
Nachdem Léon Marchand mit der olympischen Flamme ins Stade de France gekommen war, erklärte Thomas Bach zum Ende der Zeremonie die Spiele in Paris für beendet. Marchand, Bach sowie die Vertreter der Kontinente (Eliud Kipchoge für Afrika, Sun Yingsha für Asien, Mijaín López für Amerika, Teddy Riner für Europa, Emma McKeon für Ozeanien) und des Refugee Olympic Teams (Cindy Ngamba) löschten die Flamme und Bach rief die Jugend auf, 2028 in Los Angeles an den Olympischen Sommerspielen teilzunehmen.
Die französische Flagge wurde von Antoine Dupont die französischen paralympischen Athletinnen und Athleten übergeben.
Zum Abschluss sang Yseult My Way, begleitet von einem Feuerwerk.

### Medaillenvergabe im Marathonlauf der Frauen
Während der Schlussfeier fand die Siegerehrung der Marathon-Entscheidung der Frauen statt. Thomas Bach und Sebastian Coe verliehen den Athletinnen ihre Medaillen und Präsente.
| Platz | Athletin      | Land | Zeit (h)   |
| ----- | ------------- | ---- | ---------- |
| 1     | Sifan Hassan  | NED  | 2:22:55 OR |
| 2     | Tigist Assefa | ETH  | 2:22:58    |
| 3     | Hellen Obiri  | KEN  | 2:23:10    |

## Ausschluss startender Athleten
Im März 2024 entschied das IOC, dass Athleten aus Russland und Belarus, die unter der Bezeichnung Individuelle Neutrale Athleten an den Start gehen, nicht an der Eröffnungsfeier teilnehmen dürfen. 25 Athleten (14 Russen und 11 Belarussen) wurden für die Wettkämpfe zugelassen und waren vom Ausschluss der Zeremonie betroffen. Grund ist der russische Angriffskrieg in der Ukraine. Eine Teilnahme an der Abschlussfeier wurde später gestattet, unter der Auflage, keine Nationalsymbole zeigen zu dürfen. Auch die Flagge der AIN kam bei der Zeremonie nicht zum Einsatz.